# Антоніо Есфандіарі
Антоніо Есфандіарі (при народженні — Амір; 7 грудня 1978, Тегеран) — професійний гравець в покер, володар браслету Світової серії покеру, переможець Світового турніру покеру.

## Біографія
Народився 7 грудня 1978 року в Тегерані (Іран). Коли йому було 9 років, його сім'я переїхала в Сан-Хосе (Каліфорнія, США). У 19 років він змінив ім'я на Антоніо, більш адаптоване до життя в мексиканській громаді Сан-Хосе. Тоді ж почав показувати фокуси з картами. За свою майстерність він був запрошений на турнір з Холдему, з чого почалася його кар'єра покеру.
У 2004 році Антоніо виграє «LA Poker Classic» великий турнір серії World Poker Tour і заробляє 1,4 мільйона доларів. У хедс-ап він перемагає Філа Гельмута. На той момент він став наймолодшим гравцем, який коли-небудь вигравав турніри серії WPT. Усього через кілька місяців Есфандіарі бере участь World Series of Poker і в турнірі з бай-іном 2,000 $ Pot-Limit Texas Holdem і стає володарем золотого браслета і 184 860 доларів за перемогу.
У 2005 році він неодноразово потрапляв у призи і бував за фінальними столами. У 2006—2007 роках особливих результатів не було, в 2008 році на Гранд-фіналі EPT 8-е місце і $ 220 тисяч.
2009 рік відзначився для Антоніо глибоким проходженням у головному турнірі WSOP, посівши 24-е місце з учасників став найкращим серед відомих гравців, заробивши майже $ 353 тисячі.
Наступний значний успіх прийшов тільки через 1,5 роки — 8 грудня 2010 року на своє 32-х річчя Есфандіарі знову виграє турнір WPT і заробляє $ 870 124.